# 1041
1041 (MXLI) je bilo navadno leto, ki se je po julijanskem koledarju začelo na četrtek.

## Dogodki
- 17. marec - Bitka pri reki Olivent: prva od kar nekaj uspešnih bitk, v kateri so Normani odločujoče porazili Bizantince in se polastili bizantinskih ozemelj v južni Italiji. Prejšnja desetletja so bili langobardski upori proti Bizantincem v južni Italiji neuspešni. Uspehi so se začeli šele, ko so pobudo prevzeli normanski najemniki, ki so v bizantinski oblasti in šibkih kneževinah videli priložnost za lastne fevde.
- 10. december - bizantinska regentka Zoja po smrti soproga cesarja Mihaela IV. Paflagonca posinovi svojega nečaka Mihaela V. Kalafata in mu s tem podeli zakonito pravico do bizantinskega prestola.
- Edvard Spoznavalec, vnuk Ethelreda Nepripravljenega se na vabilo anglodanskega kralja Hartaknuta vrne iz pregnanstva v Normandiji. Hartaknut mu prizna pravico do prestola pod pogojem, da obdrži zakone, ki jih je uvedel Knut Veliki.
- Madžarsko plemstvo se upre kralju Petru Orseolu, ki je bil po rodu Benečan in nečak Štefana Velikega. Namesto njega si izberejo Štefanovega drugega nečaka Samuela Abo.
- Sunitska dinastija Ziridov v Magrebu zavrne fatimidsko (šiitsko) nadvlado iz Egipta in se vazalno podredi šibki in ceremonialno reprezentativni sunitski dinastiji Abasidov v Bagdadu.

## Rojstva
- Harald III. Hen, danski kralj († 1080)
- Rajmond IV. Touluški,  grof Toulousa, en od voditeljev prvega križarskega pohoda († 1105)

## Smrti
- Akazome Emon, japonska pesnica (* 956)
- Ibn al-Haitam, arabski matematik, fizik, učenjak (* 965)
- Mihael IV. Paflagonec, bizantinski cesar (* 1010)
- Naropa, indijski budistični jogi (* 956)